# Ste-Blandine (Lyon)

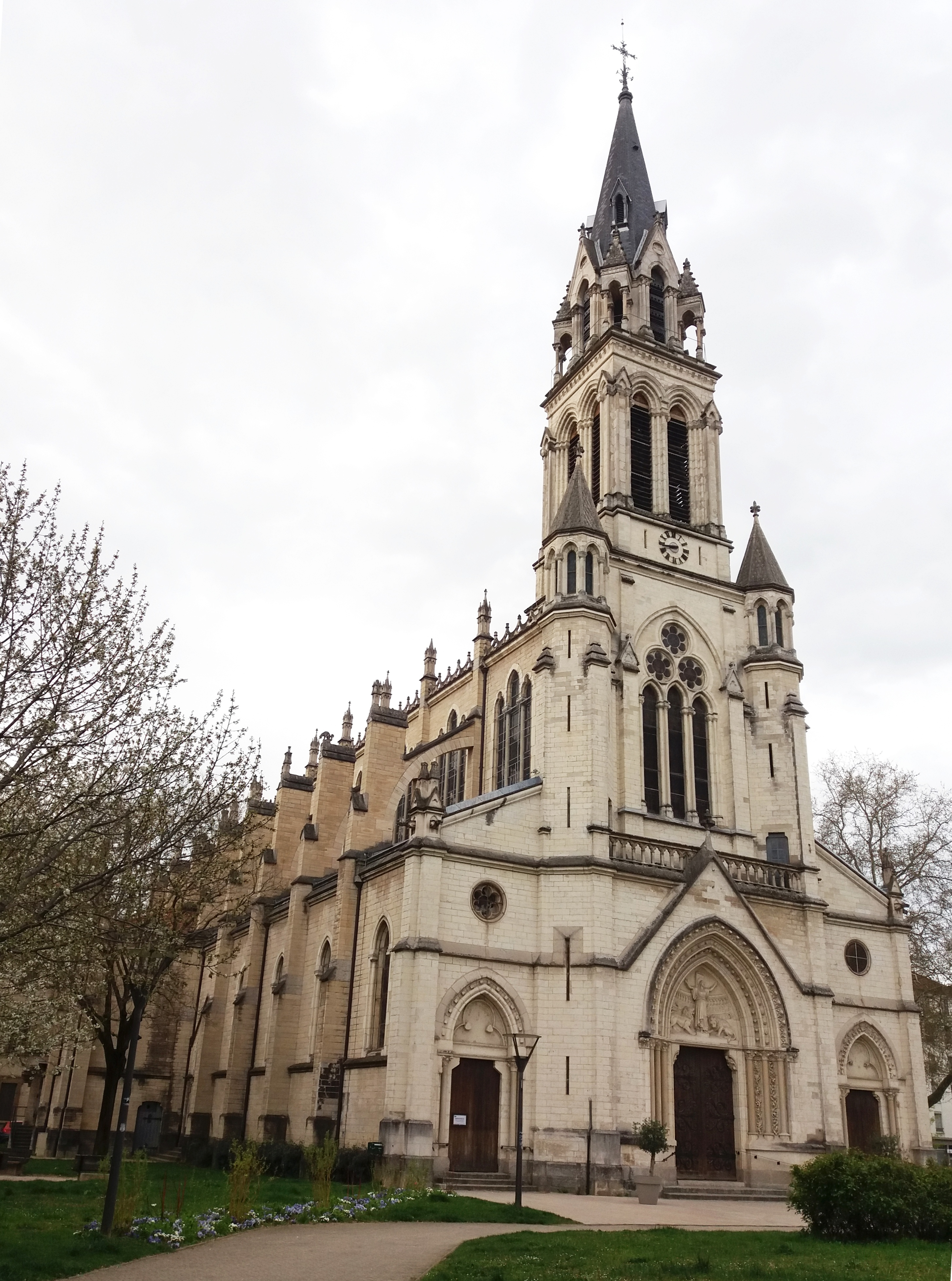
Ste-Blandine (Lyon)

Die Kirche Ste-Blandine ist eine römisch-katholische Kirche im 2. Arrondissement von Lyon.

## Lage
Die Kirche befindet sich auf der Halbinsel von Lyon südlich des Bahnhofs Lyon-Perrache. Sie ist zu Ehren der Lyoner Ortsheiligen Blandina geweiht.

## Geschichte

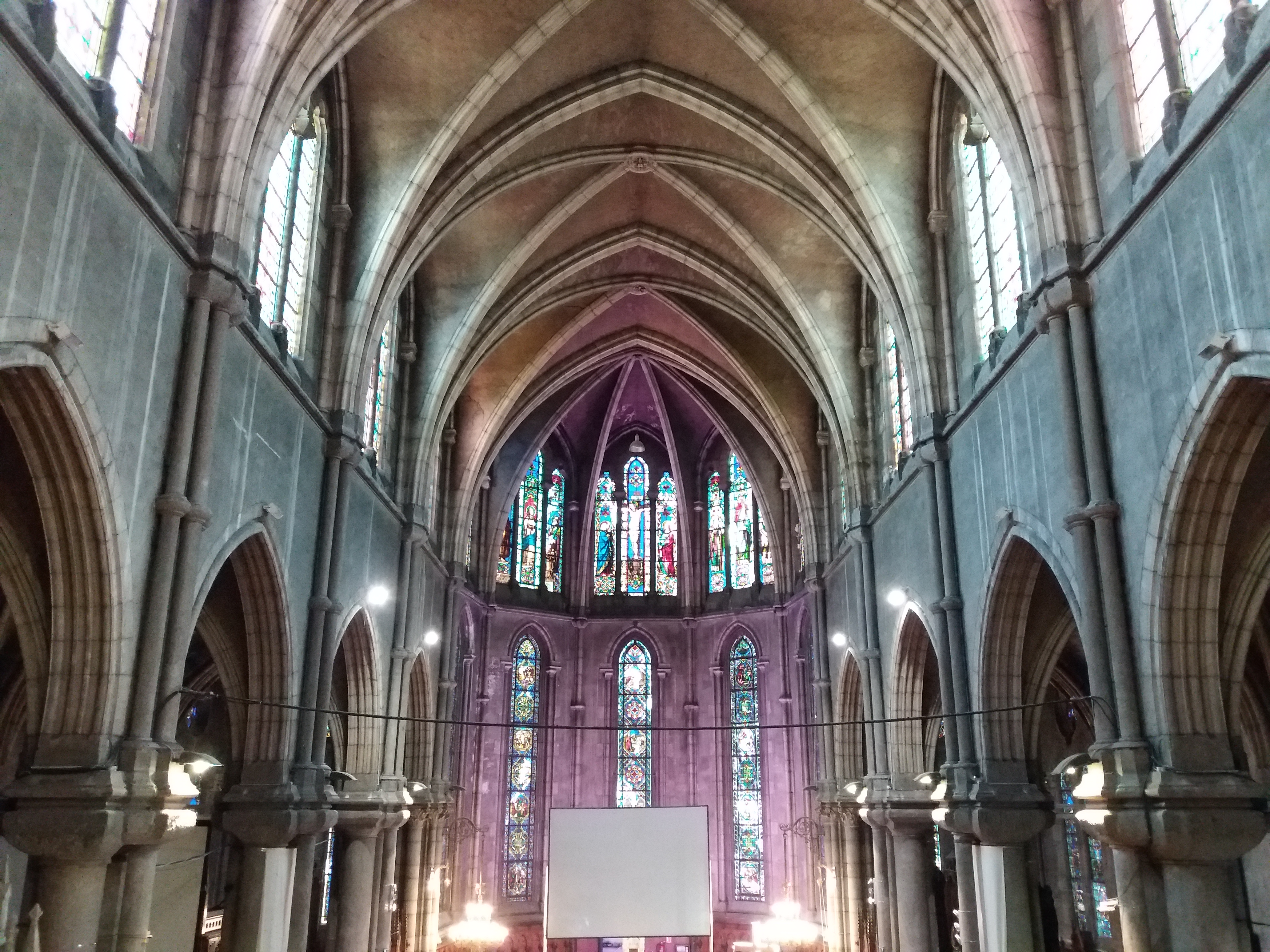
Ste-Blandine (Lyon)

Der 1841 gegründeten Pfarrei im damals industriellen südlichsten Viertel der Halbinsel baute der Architekt Clair Tisseur (1827–1895) von 1863 bis 1869 das neugotische Kirchenschiff und Joseph-Etienne Malaval (1842–1898) in den 1890er Jahren den Kirchturm. Die kurze Bauzeit erklärt die stilistische Einheitlichkeit des Bauwerks.

## Ausstattung
Die Kirche verfügt über 37 Kirchenfenster mit Darstellungen der Lyoner Märtyrer um Pothinus und Blandina, des Marienlebens, des Lebens Christi und verschiedener Heiligenleben. Zahlreiche religiöse Gemälde aus der vorrevolutionären Zeit sind im Besitz der Kirche, darunter solche von Charles de La Fosse, Pierre Charles Trémolières, Jean-Charles Frontier (1701–1763), Louis Cretey (1635–1702) und Guillaume Perrier (1600–1656).